# Анг Рита Шерпа
Анг Рита Шерпа (неп. आङरिता शेर्पा; 27 липня 1948 – 21 вересня 2020, Катманду) — непальський альпініст, який десять разів сходив на гору Еверест без використання додаткового кисню у 1983—1996 роках. Його шосте сходження встановило світовий рекорд найуспішніших сходжень на гору Еверест, який він сам же і побив під час десятого сходження. Хоча інші підкорювали Еверест більше разів, він все ще тримає рекорд за кількістю підкорених вершин без використання додаткового кисню. Перша і донині єдина людина, яка піднялася на Еверест без додаткового кисню взимку. Отримав прізвисько «Сніговий барс».

## Ранні роки
Народився 1948 року в Таме, Солукхумбу. Його сім'я розводила яків. Дитинство провів, доглядаючи за яками та працював носильником у торгових експедиціях через Гімалаї до Тибету. У 15 років долучився до альпінізму як носильник. Не здобув жодної формальної освіти чи альпіністської підготовки.

## Кар'єра
Вперше здійснив успішне сходження на Чо-Ойю у 20 років. Потім підкорив десятки гір, зокрема Еверест, К2, Чо-Ойю, Лхоцзе, Манаслу, Аннапурну та Дхаулагірі, кілька разів без додаткового кисню. Вважається, що він успішно піднявся на восьмитисячники загалом 18 разів, майже всі без кисню.
1983 року вперше піднявся на Еверест. Трохи більше ніж за 13 років ще дев'ять разів підіймався на цю вершину, не використовуючи балонного кисню. Вісім із десяти його сходжень проходили маршрутом Південно-Східного хребта. Його останнє підкорення відбулося через 12 днів після трагедії на Евересті 1996 року. Його засмутила втрата друзів у катастрофі. Того року він захворів. За словами його сім'ї, король Бірендра послав кронпринца Діпендру передати прохання піти з альпінізму через погіршення стану здоров'я Рити. Він залишив альпінізм після візиту кронпринца.
1987 року став першою людиною, яка досягла вершини Евересту взимку без додаткового кисню. Перша людина, яка піднялася на Еверест 10 разів. 2017 року потрапив до Книги рекордів Гіннеса як єдина людина у світі, яка десять разів піднялася на гору Еверест без кисню в балонах, який залишається не побитим.
Вважався найсильнішим і найвправнішим шерпою свого часу. За його словами, він колись записався носильником на малій висоті в експедицію на Дхаулагірі, але його змусили нести обладнання до табору Дхаулагірі-III, і він успішно виконав це завдання без взуття та будь-якого альпіністського спорядження. У квітні 1985 року успішно супроводжував лідера норвезької команди на вершину гори Еверест, попри заметіль. Під час рекордного сходження на Еверест взимку 1987 року допомагав південнокорейській команді. За його словами після того, як він і ще один альпініст однієї ночі розділилися з командою, вони вдвох всю ніч виконували аеробні вправи, щоб зігрітися та зберегти життя. 1990 року допомагав команді непальської армії в їхній експедиції на Еверест. З команди у майже 50 учасників, лише четверо піднялися на вершину і з них лише один солдат непальської армії.

## Хвороба та смерть
1996 року залишив альпінізм після того, як захворів на хворобу печінки, від якої страждав решту життя. У 2015—2016 роках переніс інсульт. Раптово помер у резиденції своєї доньки в Катманду близько 10 ранку 21 вересня 2020 року у 72 роки. Прем'єр-міністр Кхадга Прасад Шарма Олі висловив свої співчуття у Twitter: «Його досягнення будуть пам'ятати назавжди».
Тіло зберігалося в ґомпі в Катманду до похорону 23 вересня. Похорон відбувся з національними почестями в Теку Добхан, священному місці злиття річок Багматі та Бішнуматі в Катманду, згідно з буддистськими звичаями. Міністр туризму та культури Йогеш Бхаттараї покрив тіло національним прапором, а загін збройних сил поліції Непалу вшанував збройним салютом.

## Особисте життя
Мав трьох синів і дочку. Його старший син, Карсанг, також був альпіністом і дев'ять разів підіймався на Еверест; він загинув під час експедиції 2012 року. Його другий син, Чхеванг, також п'ять разів підіймався на Еверест. Дружина Анга Рита померла через рік після смерті їхнього старшого сина. Анг Рита прожив останні роки життя в резиденції своєї дочки в Джорпаті, Катманду.

## Нагороди та відзнаки
Нагороджений орденом Правиці Гуркки й орденом Тришакті Патта.

## Сходження на гору Еверест
|     | Дата           | Маршрут до вершини                       | запис |
| --- | -------------- | ---------------------------------------- | --- |
| 1.  | 7 травня 1983  | Південно-Східний хребет                  | |
| 2.  | 15 жовтня 1984 | Південний стовп                          | |
| 3.  | 29 квітня 1985 | Південно-Східний хребет                  | |
| 4.  | 22 грудня 1987 | Південно-Східний хребет                  | Перша людина, яка піднялася на гору Еверест взимку без додаткового кисню                                                                    |
| 5.  | 14 жовтня 1988 | Південно-Східний хребет                  | |
| 6.  | 23 квітня 1990 | Південно-Східний хребет                  | Найбільша кількість успішних сходжень на гору Еверест (6) Найбільша кількість успішних сходжень на гору Еверест без додаткового кисню (6)   |
| 7.  | 15 травня 1992 | Південно-Східний хребет                  | Найбільша кількість успішних сходжень на гору Еверест без додаткового кисню (7)                                                             |
| 8.  | 16 травня 1993 | Південно-Східний хребет                  | Найбільша кількість успішних сходжень на гору Еверест без додаткового кисню (8)                                                             |
| 9.  | 13 травня 1995 | Північне сідло — північно-східний хребет | Найбільша кількість успішних сходжень на гору Еверест без додаткового кисню (9)                                                             |
| 10. | 23 травня 1996 | Південно-Східний хребет                  | Найбільша кількість успішних сходжень на гору Еверест (10) Найбільша кількість успішних сходжень на гору Еверест без додаткового кисню (10) |